# Jelling (plaats)
Jelling is een plaats in de Deense regio Zuid-Denemarken (Syddanmark) en maakt deel uit van de gemeente Vejle. De plaats telt 3370 inwoners (2014). Jelling maakt deel uit van de parochie Jelling. Het plaatsje ligt op 10 km van de stad Vejle, de hoofdstad van de bestuurlijke regio Zuid-Denemarken.
De grafheuvels, runenstenen en de kerk van Jelling staan sinds 1994 op de Werelderfgoedlijst van de UNESCO. In het museum Kongernes Jelling wordt meer uitleg hierover gegeven.

## Voormalige gemeente
Bij de herindeling van 2007 werd de gemeente bij Vejle gevoegd. De gemeente telde 5697 inwoners en de oppervlakte van de gemeente bedroeg 89,38 km².

## Geschiedenis

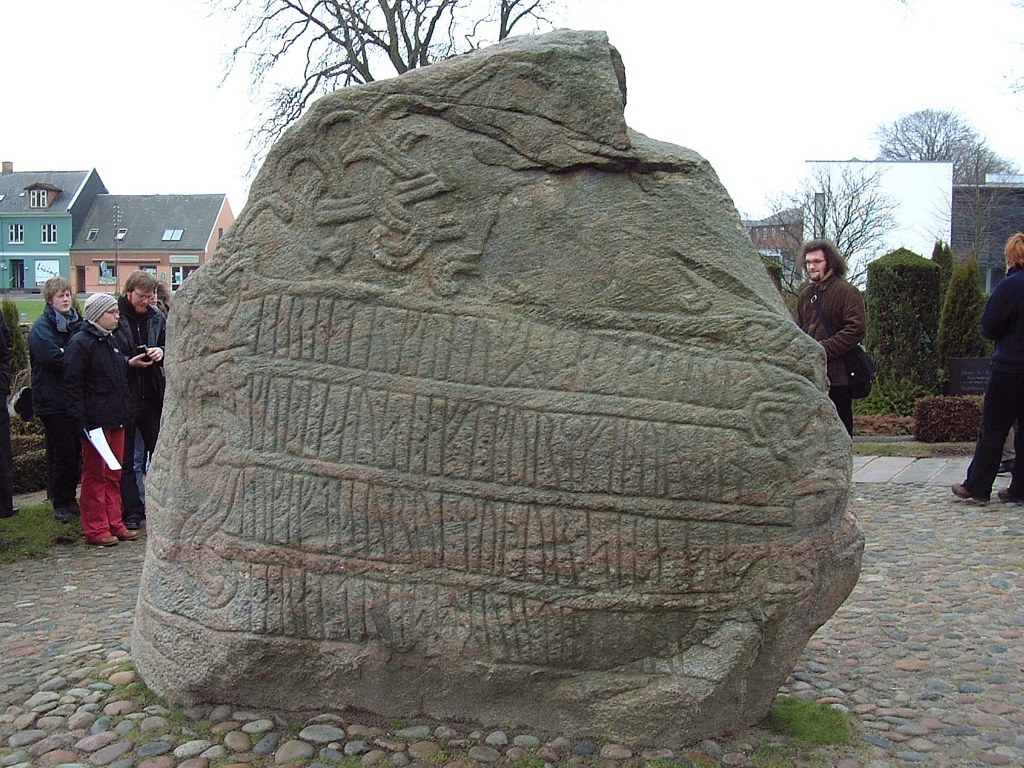
Grote runensteen

Jelling is een oude en belangrijke plaats in de geschiedenis van Denemarken. In het midden van de Vikingtijd, rond het jaar 1000, was Jelling gedurende enige decennia de woonplaats van de Deense koningen. Van twee koningen is zeker dat ze hier hebben gewoond, namelijk Gorm, bijgenaamd 'de oude', en zijn zoon Harald I van Denemarken, bijgenaamd 'Blåtand' (Blauwtand). Deze koningen hebben de beroemde monumenten van Jelling nagelaten: twee enorme grafheuvels, twee stenen met inscripties in runenschrift en de kerk van Jelling. De huidige koningin Margrethe II van Denemarken is verwant aan deze koningen.

## Werelderfgoed
Sinds 1994 staan de grafheuvels, runenstenen en de kerk van Jelling op de Werelderfgoedlijst. De grafheuvels en een van de runenstenen zijn uitstekende voorbeelden van de Scandinavische cultuur. De andere runensteen en de kerk illustreren de kerstening van het Deense volk rond het midden van de tiende eeuw. Het complex illustreert de overgang van het heidense geloof naar het christendom en is uitzonderlijk binnen Scandinavië en de rest van Europa. De kerk en het kerkhof gaan meer dan 1000 jaar terug in de tijd en zijn voortdurend in gebruik geweest. Het complex werd op de Werelderfgoedlijst opgenomen op basis van criterium iii: Het Jellingcomplex, en in het bijzonder de heidense grafheuvels en de twee runenstenen, zijn buitengewone voorbeelden van de Noordse cultuur.
De kerk wordt omringd door een bufferzone van 300 meter, waarbinnen geen gebouwen hoger dan 8,5 meter mogen worden gebouwd. De grafheuvels en de runenstenen worden beschermd door de Museumwet, die activiteiten verbiedt die de monumenten zouden kunnen beschadigen of verstoren, en die een bufferzone van 2 meter rond de monumenten voorziet. Een andere wet voorziet een bijkomende bufferzone van 100 meter rond die van 2 meter. Daarnaast is er een bepaling van kracht die stipuleert dat er voor een afstand van 1000 meter ten noorden van Jelling geen gebouwen mogen worden gebouwd of bossen mogen worden aangelegd, om een ononderbroken zicht op het monument vanuit deze richting te vrijwaren.

### Grafheuvels
Er zijn twee grafheuvels in Jelling. Beide heuvels hebben een afgeplatte top en zijn vergelijkbaar qua grootte, vorm en constructie. De noordelijke is de Grafheuvel van Thyre, de zuidelijke is de Grafheuvel van Gorm. De grafheuvel van Thyre is 8,5 meter hoog en 65 meter lang en is daarmee de grootste grafheuvel in Denemarken. Een van de Noord-Germaanse- of Vikingstijlen heeft dankzij de vondst van een zilveren beker in het graf van Gorm de naam Jelling(e)stijl gekregen.

### Kerk

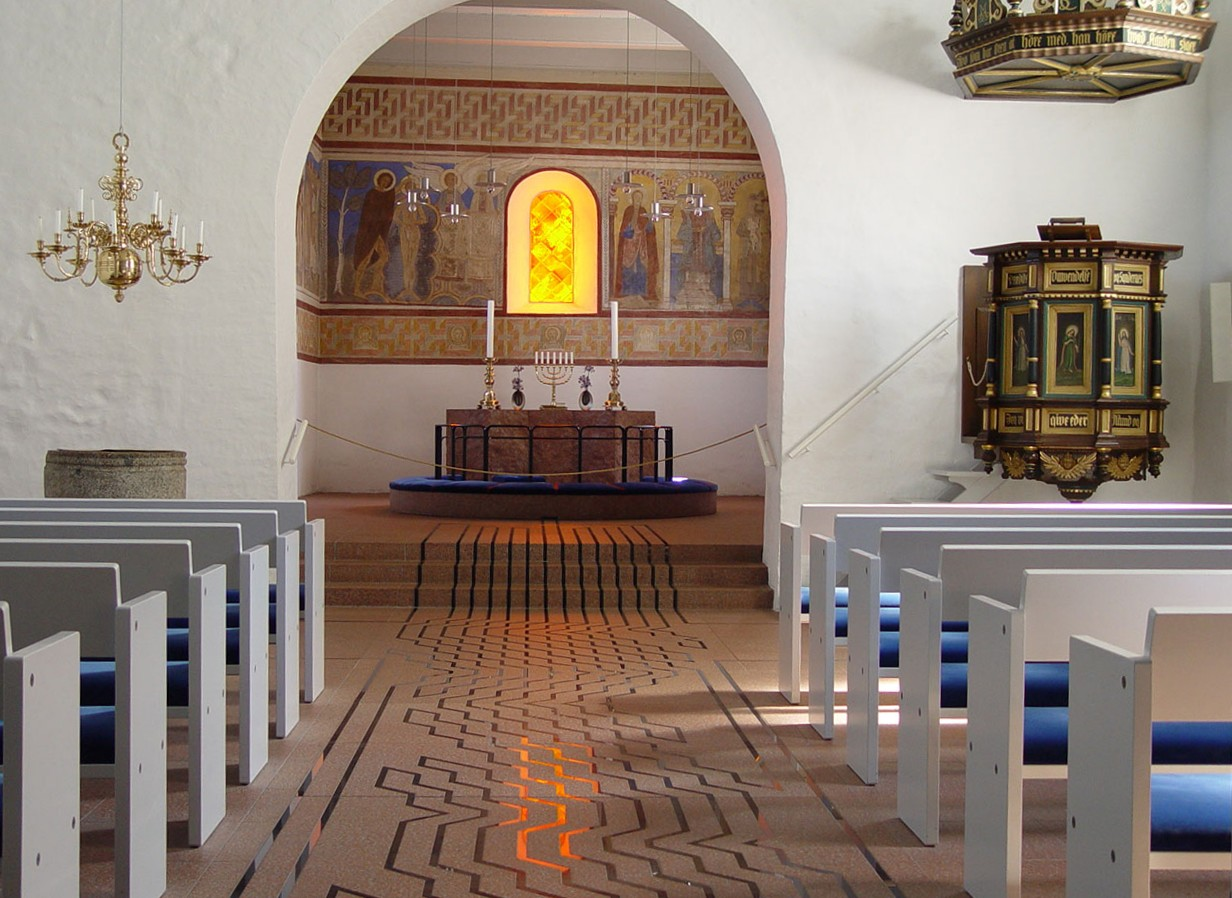
Kerk van Jelling

Op de plaats van de huidige kerk van Jelling hebben eerder minstens drie houten kerken gestaan, die alle drie door brand zijn vernield. De eerste kerk werd waarschijnlijk gebouwd rond het jaar 960 onder Harald I van Denemarken, die het stoffelijk overschot van zijn vader, koning Gorm de Oude, liet overbrengen van de grafheuvel waarin hij begraven was naar de kerk. Tussen 1050 en 1100 werd deze vervangen door een kerk van steen. Tijdens opgravingen aan het eind van de jaren 70 van de twintigste eeuw is onder de kerk een graf gevonden met daarin de overblijfselen van een man. Dit is waarschijnlijk het lichaam van koning Gorm.

### Opgravingen: stenen schip en palissade
Het Nationalmuseet (Nationaal Museum) heeft meerdere wetenschappelijke opgravingen verricht op de site en bewaart de vondsten en de documentatie in zijn archief. Ook het museum van Vejle en de Universiteit van Aarhus werken mee aan opgravingen in het complex.
In de jaren 40 van de twintigste eeuw werden grote stenen gevonden in de zuidelijke heuvel. Een kleine opgraving aan de zuidkant van de zuidelijke heuvel in 1992 bevestigde dat deze waarschijnlijk deel uitmaakten van een stenen schip, een idee dat eerder al was geopperd. Bij opgravingen in 2006 en 2007 werden meer resten ontdekt van het stenen schip ten noorden van de noordelijke heuvel en werden er aanwijzingen gevonden van een grootse palissade rond het complex. Verdere opgravingen in 2010-2011 brachten aan het licht dat het Vikingmonument veel groter was dan enkel de grafheuvels, de runenstenen en de kerk. Jelling was een verstevigde plaats, en niet enkel een plaats van verering. De ruitvormige palissade zou een gebied van 360 × 360 meter (ongeveer 12,5 hectare of 20 voetbalvelden) hebben omsloten en zo'n anderhalve kilometer lang geweest zijn. Men veronderstelt dat er twee tot vier poorten zouden geweest zijn, maar enkel van de noordelijke poort zijn er resten gevonden. Binnen de palissade zijn resten van langhuizen van het Trelleborgtype teruggevonden, die zich op regelmatige afstand langs de palissade zouden bevonden hebben. Via dendrochronologie moet de ouderdom van de palissade uitgemaakt worden en kan worden vastgesteld of zij dateert uit dezelfde periode als andere constructies van het einde van de regeerperiode van Harald I van Denemarken, zoals de Ravningbrug en de ringforten van de Vikings. De locatie van de palissade wordt aangegeven door een wandelpad met honderden witte betonnen palen die de hele site omgeven.

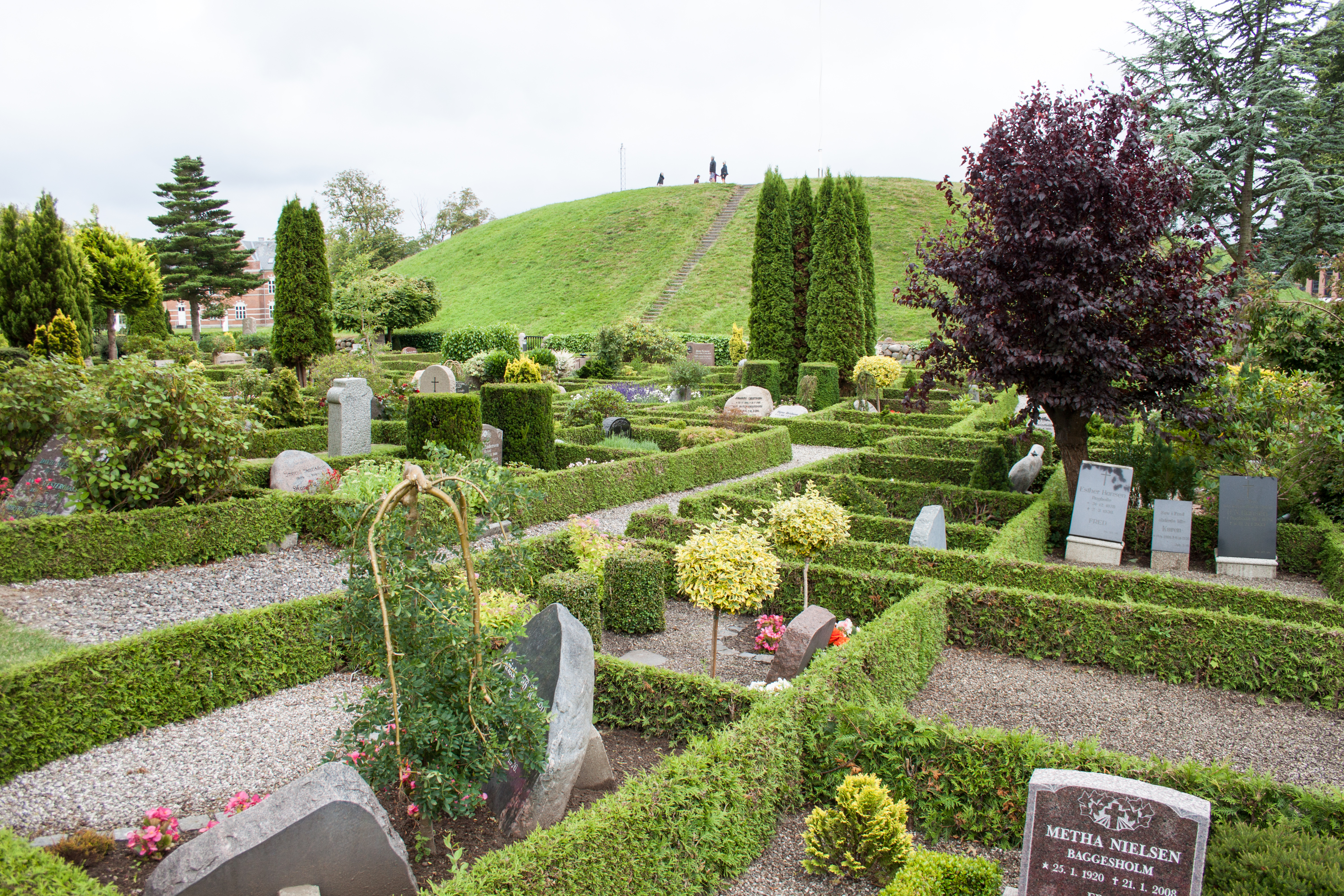
Kerkhof van Jelling en de zuidelijke grafheuvel
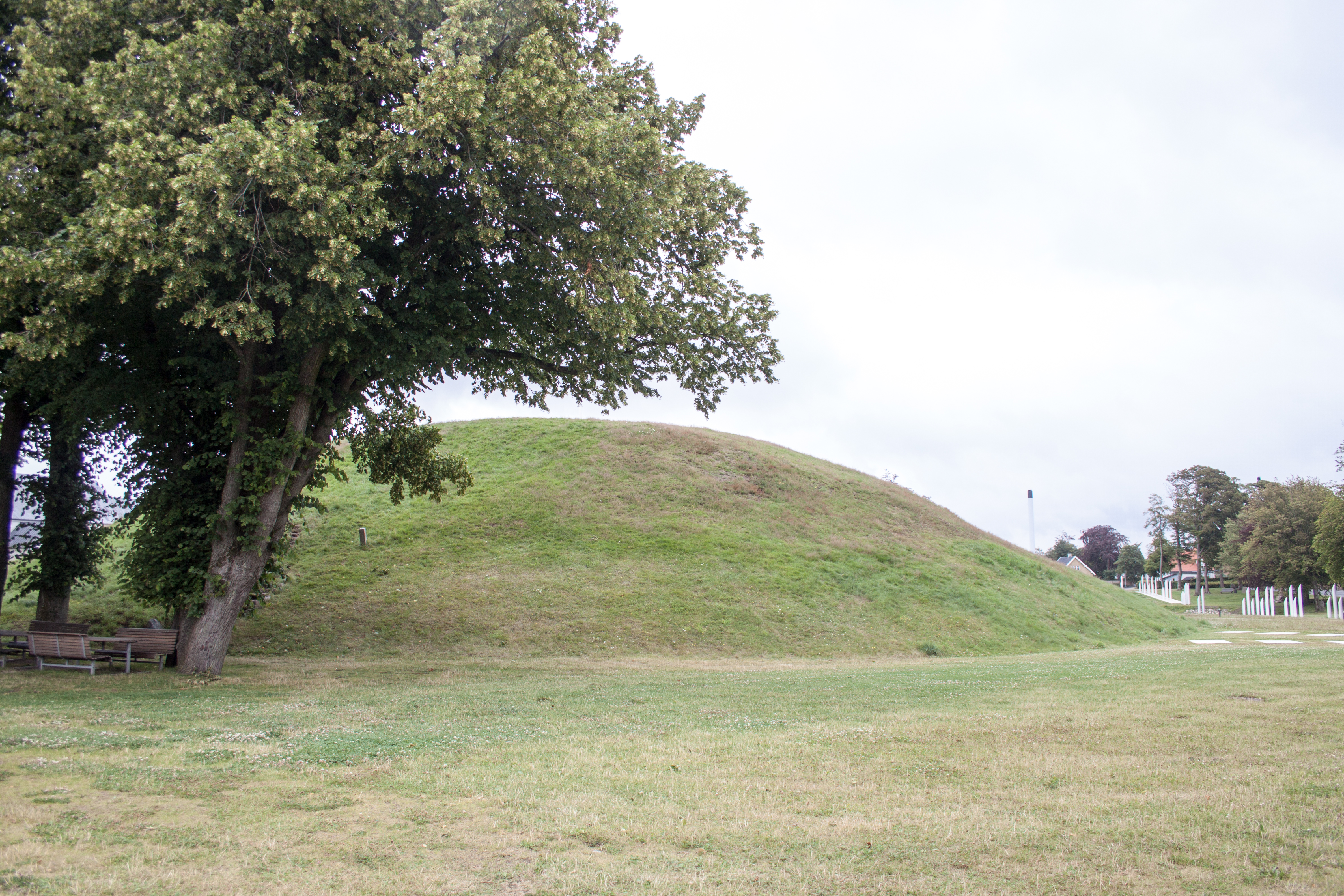
De noordelijke grafheuvel
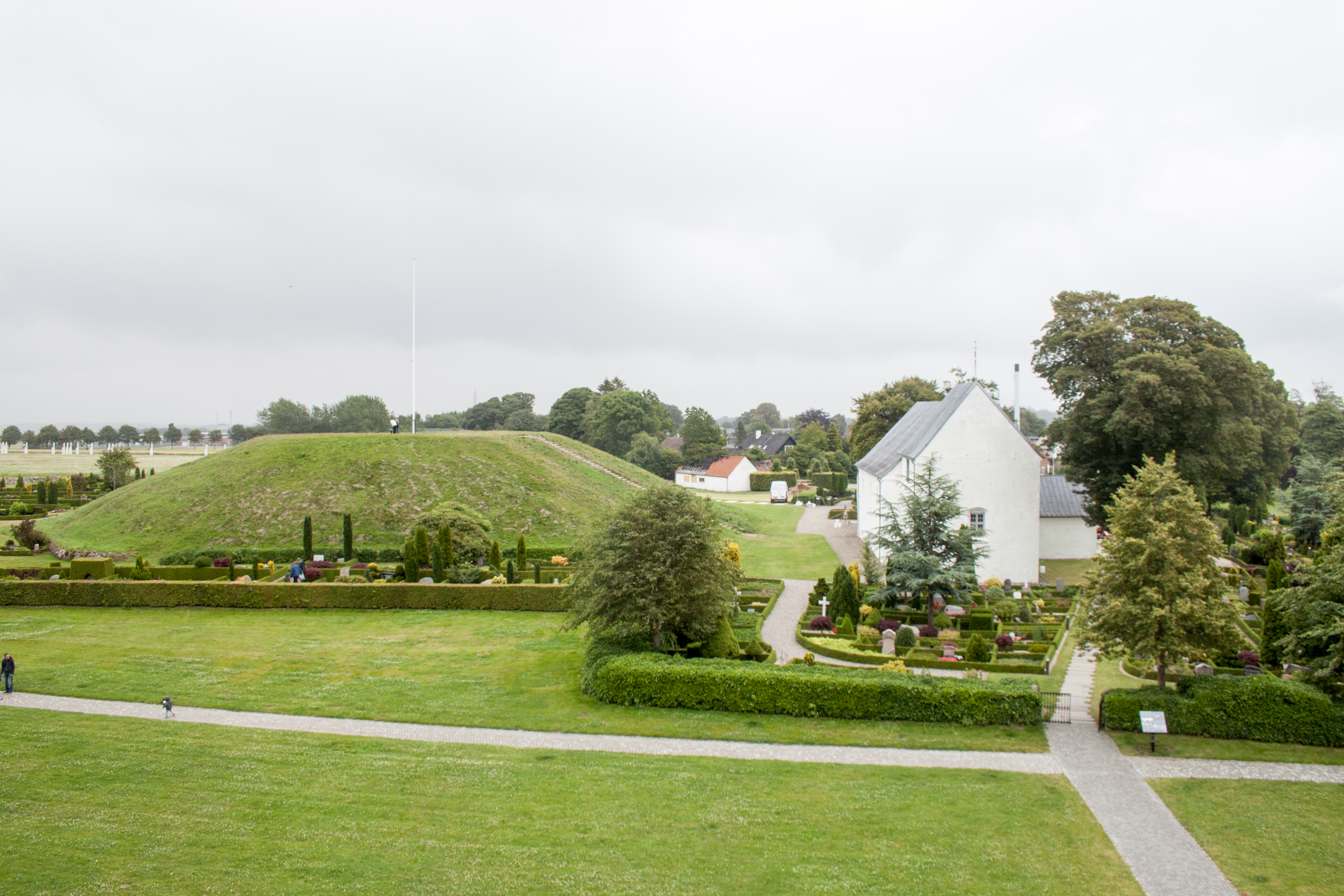
De noordelijke grafheuvel en de kerk van Jelling
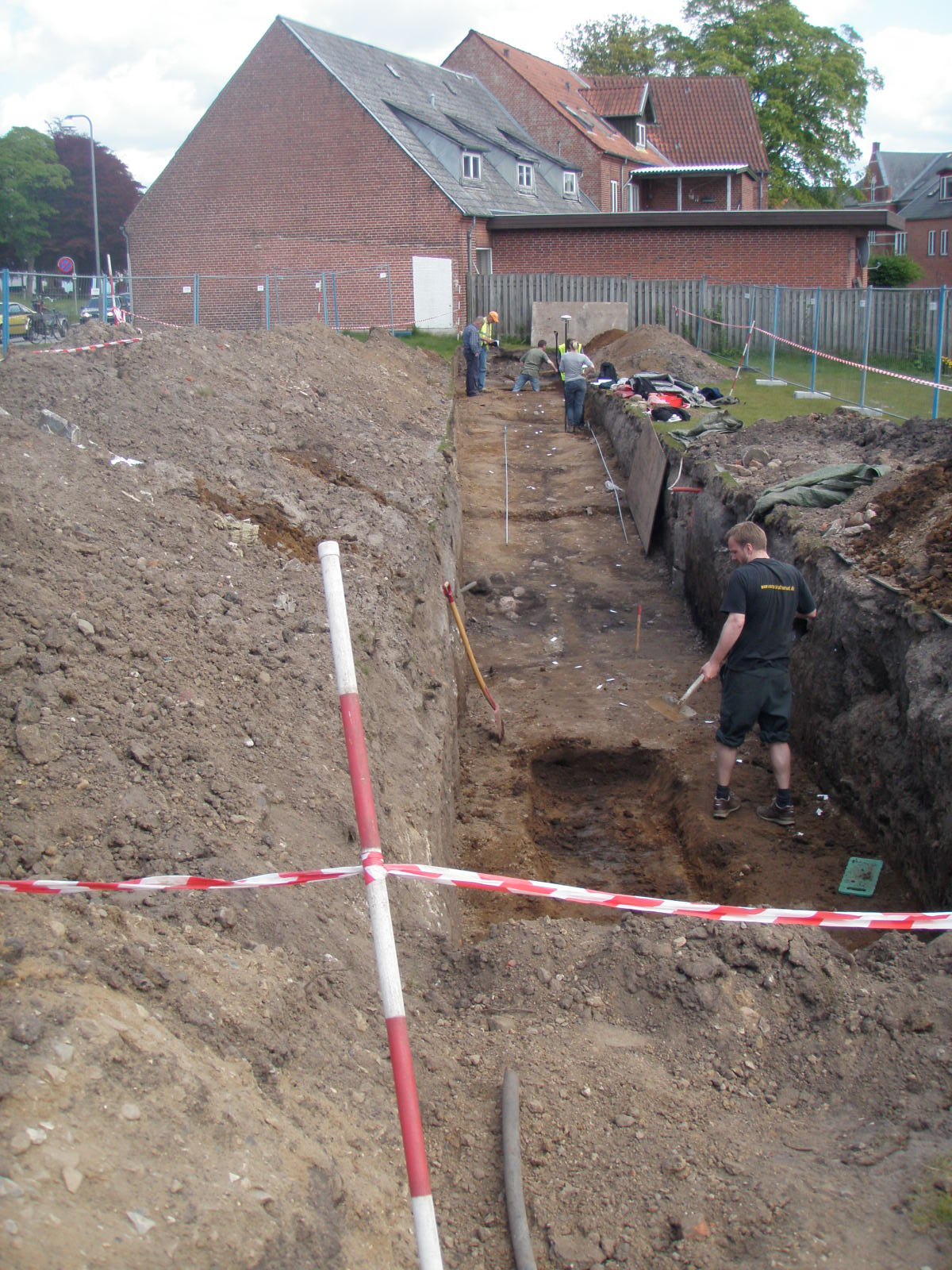
Opgravingen in 2010 van de palissade rond het Jellingcomplex, te zien als een donkere band in het midden van de put.
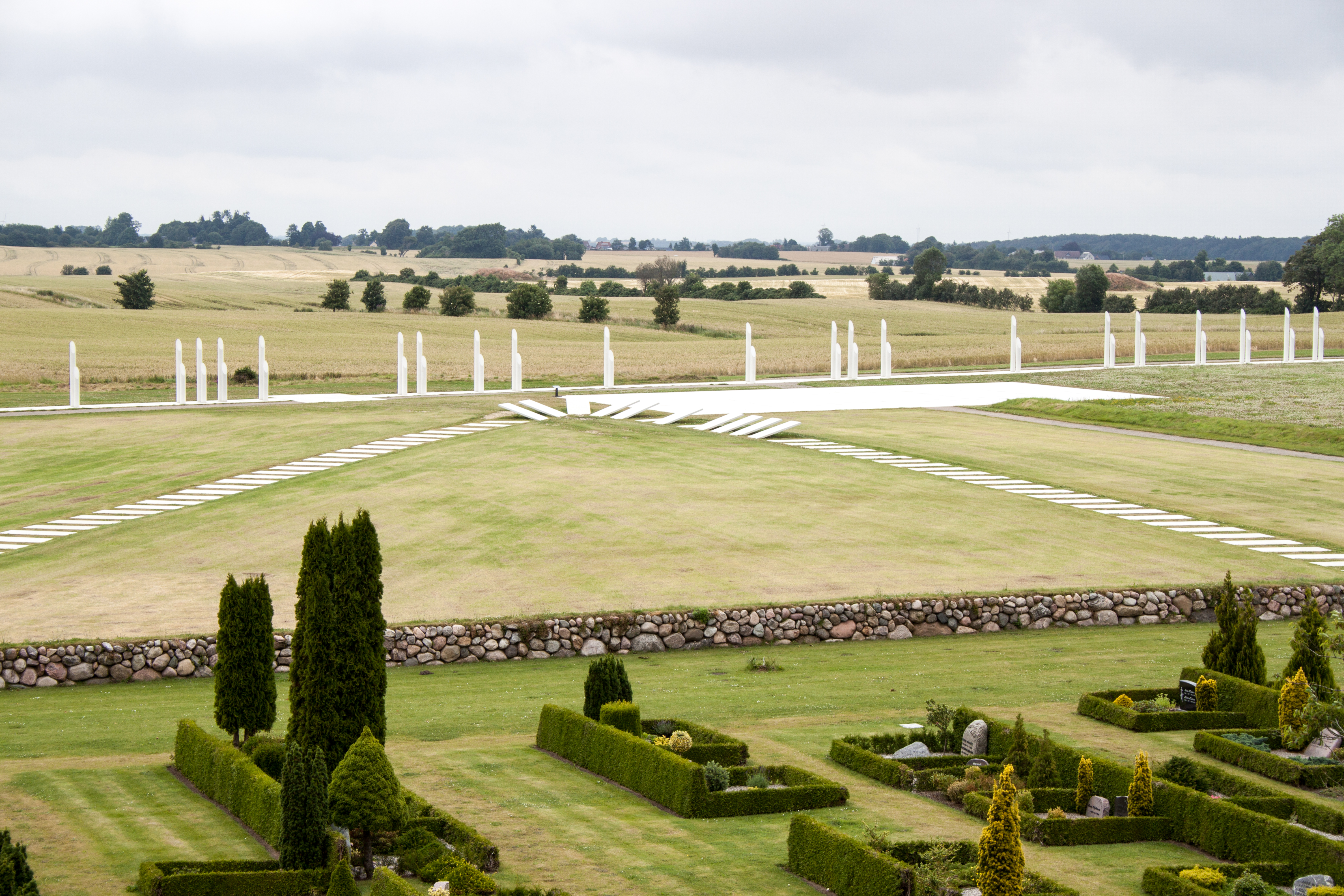
Uitzicht vanaf de noordelijke heuvel, met de markering van het stenen schip en het wandelpad met de witte pilaren
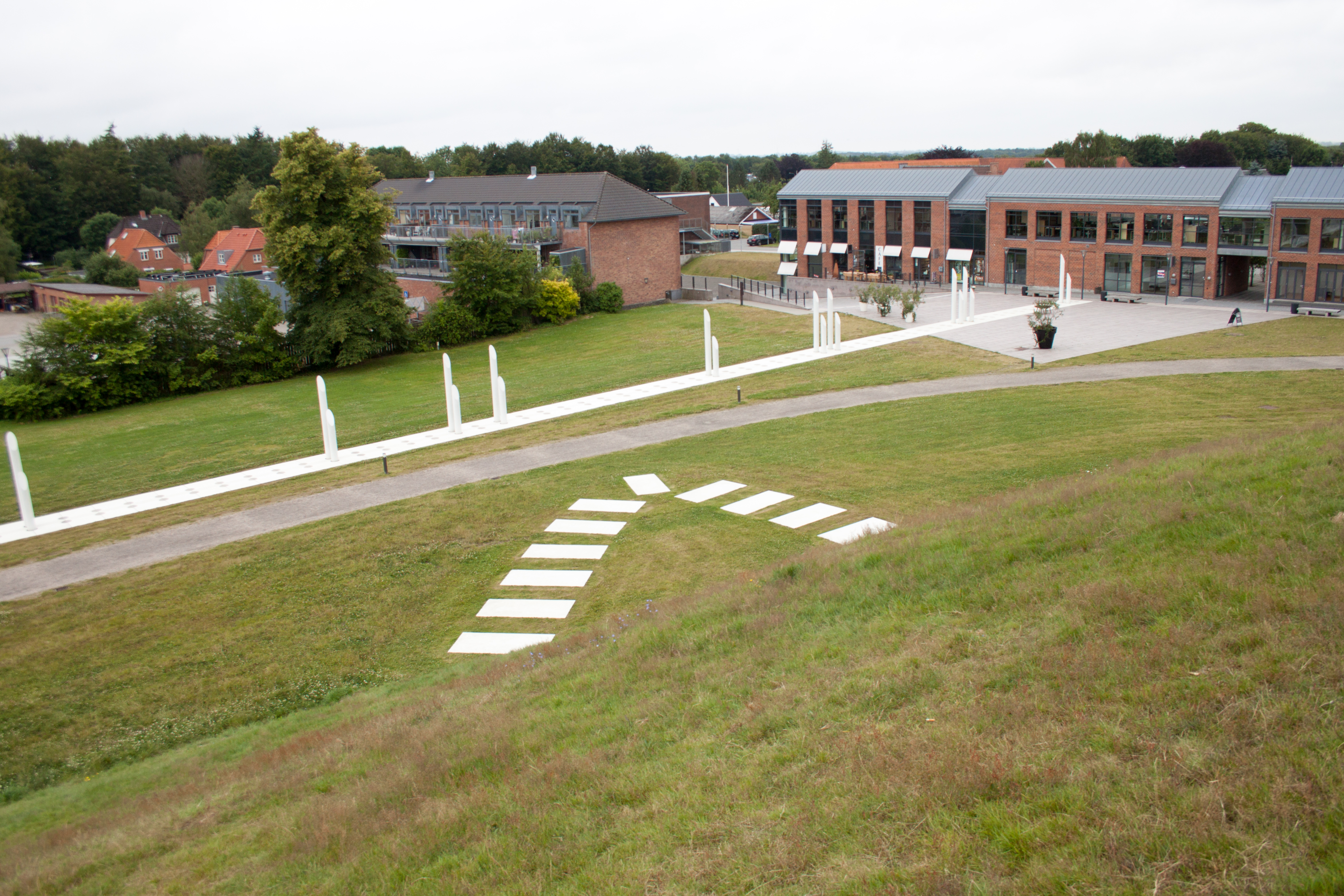
Uitzicht vanaf de zuidelijke heuvel, met de markering van de zuidelijke punt van het stenen schip en het wandelpad met de witte pilaren